# 愛德華·福克斯
愛德華·福克斯（Edward Charles Morice Fox，1937年4月13日—）是英國的一位演員。他出生在倫敦切爾西的一個演員家庭，是羅賓·福克斯的兒子，二弟詹姆斯·福克斯也是演員，幼弟勞勃·福克斯為舞臺劇及電影監製。他出演過的主要電影有大不列顛戰役、豺狼的日子、奪橋遺恨、六壯士續集、甘地傳等。